# Giovanni IV d'Etiopia
Giovanni IV (in ge'ez  e in amarico "ዮሐንስ ፬ኛ" Yōhānnis, anche Yohannes o Johannes, noto anche come deggiasmac Cassa; Adua, 11 luglio 1837 – Metemma, 10 marzo 1889) fu imperatore d'Etiopia dal 1871 al 1889.

## Storia
Come il suo predecessore Teclè Ghiorghìs II, Giovanni desiderava riunificare i vari staterelli, più o meno indipendenti, che costituivano l'impero etiopico sotto un unico governo. Si dovette però scontrare a sud, con le mire di Menelik, re dello Scioa, che ambiva al trono imperiale, mentre l'Egitto premeva sui confini settentrionali e orientali alla ricerca di espansioni territoriali.
Nel 1876 con un esercito di 200.000 abissini, Giovanni annientò gli egiziani e pose fine alle loro ambizioni sull'Etiopia, confinandoli sulla costa. Decise invece di non accettare la battaglia con Menelik, preferendo scontrarsi con i Dervisci a Metemma, presso il confine con il Sudan, dove trovò la morte nel marzo del 1889. Fu durante il suo regno che gli Italiani presero possesso in Eritrea della città portuale di Massaua, allontanandovi la guarnigione egiziana presente, ponendo le basi della loro Colonia eritrea.

## Genealogia
Figlio di Mercha, lo "sciùm" del Tembien, e di sua moglie uoizerò Silass Dimtsu (Amata Selassie) di Inderta, il deggiasmac Cassa avrebbe potuto proclamarsi appartenente alla Dinastia Salomonica. Cassa poteva anche dichiarare la sua discendenza salomonica, in modo più indiretto, tramite la famiglia di suo padre  (i Tembien), oltre che attraverso un nesso femminile alla dinastia. Inoltre, Dimtsu di Inderta, padre di Amata Selassie, apparteneva alla famiglia, che, verso la fine del Settecento ed i primi dell'Ottocento, aveva mantenuto la signoria sulla regione del Tigrè, mentre sua madre discendeva dalla dinastia degli sciùm di Agamé. La madre di Mercha, prima dama di Tembien era anche pronipote di Suhul Mikael. Il Tigrè in quegli anni includeva la maggior parte di quello che oggi è lo Stato indipendente dell'Eritrea, oltre alla suddetta regione etiope del Tigrè.

## Azione politica
Il deggiasmac Cassa era un nemico acerrimo dell'Imperatore Teodoro II, e fornì assistenza logistica e politica alla spedizione britannica giunta nel 1868 per sconfiggere Teodoro II. In segno di riconoscenza, i britannici fornirono al deggiasmac Cassa una notevole quantità di armi da fuoco moderne in seguito al loro ritorno in patria, successivo alla loro grande vittoria a Magdala. Questo diede al Cassa la possibilità di controllare la provincia del Tigrè, divenendo uno dei tre più potenti principi etiopi, ognuno di quali aspirava a diventare unico governatore, dal momento che tutti si dicevano discendenti di Re Salomone. La rivalità di Cassa con gli uagsciùm era complicata dal fatto che la sorella del deggiasmac Cassa, Dinqinesh Mercha, era sposata con l'uagsciùm Gobasiè. Solo 5 anni prima, l'uagsciùm Gobasiè aveva ricoperto un ruolo militare decisivo nella sconfitta dei rivali del deggiasmac Cassa, per farlo diventare il signore del Tigrè. La loro recente rivalità sfociò su un piano di vendetta personale.
Nel 1868, l'uagsciùm Gobasiè si proclamò imperatore "Teclè Ghiorghìs II dell'Etiopia" in Soqota, distretto di Uàg. Dal momento che l'abunà era morto da poco, non c'era nessuno per incoronare il nuovo imperatore col sacro rito tradizionale. In uno sforzo mirato a che Cassa riconoscesse il suo titolo, Teclè Ghiorghìs concesse a suo cognato il titolo di "Reese Masafint", "Re-ese Mekwanint", o "primo tra i nobili". Il deggiasmac Cassa prontamente cominciò ad usare il titolo, ma ancora non riconobbe le aspirazioni di Teclè Ghiorghìs al trono e si rifiutò di omaggiarlo come Re.

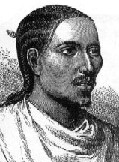
Imperatore d'Etiopia Giovanni IV.

## Azione militare
Allora Teclè Ghiorghìs fece nel 1871 la prima mossa, attraversando in forze il fiume Takazze, in guerra contro Cassa, grazie all'addestramento che l'esploratore britannico John Kirkham aveva dato alle sue truppe. Il deggiasmac Cassa incontrò le forze superiori dell'Imperatore vicino ad Adua l'11 luglio 1871, catturando e deponendo Teclè Ghiorghìs, morto in prigionia l'anno successivo.
Da tempo Cassa si preparava per questo giorno, avendo raccolto fondi per pagare il Patriarcato Copto di Alessandria affinché nominasse un nuovo arcivescovo reggente a capo della Chiesa Etiopica. Comunque, questa volta, invece di un singolo arcivescovo, aveva richiesto che il Patriarcato ne inviasse quattro per servire sia il gran numero di Cristiani presenti in Etiopia che per coprire le più remote regioni dell'Impero. I nuovi vescovi giunsero nel giugno 1869. Erano guidati dall'abunà Atnatewos come arcivescovo, l'abunà Matewos per Scioa, l'abunà Petros per Goggiam e l'abunà Markos per Gondar (Anche se Markos morì poco dopo). Fu la prima volta che il Patriarcato Copto di Alessandria aveva assegnato 4 vescovi per l'Etiopia.

### Incoronazione e proclamazione imperiale ad Axum
L'abunà Atnatewos incoronò Cassa Imperatore in Axum il 12 gennaio del 1872. Cassa prese il nome ed il titolo di Imperatore Giovanni IV, Re di Sion e Re dei Re dell'Etiopia, diventando il primo Imperatore incoronato in quella città storica dal tempo di Fasilide nel 1632. Il ras Adal di Goggiam presto si sottomise a Giovanni e lo riconobbe come Imperatore, venendo ricompensato con il titolo di Negus del Goggiam, con il nuovo titolo di Tekle Haymanot. Durante il suo regno, Giovanni fu coinvolto in una serie di conflitti militari lungo le frontiere settentrionali. Il primo venne causato dal chedivè Isma'il Pasha d'Egitto, il quale cercò di portare l'intero bacino del Nilo sotto il suo controllo.
Gli Egiziani cercarono di istigare Menelik di Scioa contro l'Imperatore, ma si guadagnarono l'inimicizia di Menelik marciando dal porto di Zeila e occupando la città-stato di Harrar l'11 ottobre 1875. Sia Menelik che Giovanni consideravano Harrar come una provincia etiopica ribelle.

### Battaglie di Gundat e Gura
Le due armate, la mattina del 16 novembre 1875, si scontrarono a Gundat, anche detta Guda-gude. Gli Egiziani furono indotti a marciare in una valle stretta con pareti ripide, e vennero letteralmente spazzati via dai cecchini etiopici appostati sui monti intorno alla valle. In pratica l'intera forza egiziana, insieme ai suoi numerosi ufficiali di origine europea o nordamericana, fu distrutta.
Le notizie di questa disastrosa sconfitta non vennero fatte circolare in Egitto, per evitare di minare il governo del Chedivè. Venne composto un nuovo nucleo combattente egiziano, armato per tentare di vendicare la sconfitta di Gundat. Gli egiziani, tra il 7 e il 9 marzo 1876, furono di nuovo sconfitti nella battaglia di Gura, dove gli Etiopi vennero condotti di nuovo dall'Imperatore e dal suo generale, l'abile (futuro) ras Alula Engida. A questa vittoria seguì, il 20 marzo 1878, la sottomissione di Menelik a Giovanni, che, in cambio riconobbe il diritto ereditario di Menelik al titolo di re di Scioa e lo reincoronò il 26 marzo 1878.

### Battaglie dell'Impero Etiopico contro il Sudan

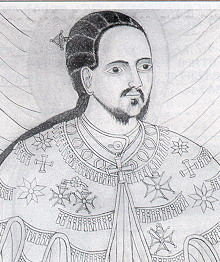
Ritratto etiopico dell'Imperatore Giovanni IV.

Quando Muhammad Ahmad si proclamò Mahdi, conducendo il Sudan ad una lunga e violenta rivolta, i suoi seguaci espulsero le guarnigioni egiziane dal Sudan, isolandole in luoghi come Suakin ed altri avamposti nel sud. Giovanni accettò la richiesta dell'Impero britannico di permettere ai soldati egiziani l'evacuazione attraverso l'Etiopia, con l'accordo che gli Inglesi avrebbero sostenuto le rivendicazioni etiopiche su porti importanti come Massaua sul Mar Rosso per poter far transitare armi e munizioni, nell'eventualità che l'Egitto avesse dovuto ritirarsi dall'area. Ciò venne formalizzato da un trattato firmato ad Adua, noto come trattato di Hewett.
Questo causò l'ira dei seguaci del Mahdi contro l'Etiopia: ma il ras Alula sconfisse una loro armata nella battaglia di Kufit, il 23 settembre 1885. Allo stesso tempo, il Regno d'Italia prese il controllo del porto di Massaua, frustrando le attese degli Etiopi e facendo infuriare Giovanni. Questi cercò di intraprendere trattative con gli Italiani, in modo da potersi concentrare nella problematica lotta ai seguaci del Mahdi, anche se il ras Alula comandò di persona l'attacco contro le unità italiane che si trovavano nelle mal definite frontiere tra i due imperi. I problemi interni peggiorarono quando sia il negus di Goggiam che il negus di Scioa, si ribellarono contro Giovanni, e l'Imperatore dovette distrarre le sue truppe dalla lenta penetrazione italiana per affrontare la ribellione dei suoi vassalli. Giovanni represse con brutalità la ribellione del Goggiam, ma prima che potesse colpire Scioa giunsero notizie del saccheggio di Gondar da parte delle forze del Mahdi, che avevano anche bruciato le chiese più sacre. L'Imperatore diresse allora le sue truppe verso nord, dalla provincia di Goggiam verso la frontiera col Sudan, per fronteggiare le armate del Mahdi.

### Morte di Giovanni IV, l'occupazione italiana dell'Eritrea
La vita di Giovanni IV giunge alla fine mentre fronteggia l'invasione dei seguaci del successore di Muhammad Ahmad, Abdallahi ibn Muhammad, nella battaglia di Metemma del 9 marzo del 1889. Mortalmente colpito da un cecchino durante la battaglia, venne portato nella sua tenda, dove riconobbe suo nipote, il ras Mangascià, come figlio naturale, e lo nominò erede. Morì poche ore dopo. Anche se l'armata etiopica aveva quasi annientato i nemici in questa battaglia, la notizia della morte del loro capo li demoralizzò e permise alle forze del Mahdi di contrattaccare, sbaragliando le file etiopi e catturando il corpo dell'Imperatore, in seguito trasportato nella capitale sudanese di Omdurman, dove la sua testa venne esposta, infilzata su un'alabarda.

### Le ribellioni del Tigrè
Anche se alcuni nobili del Tigrè, comandati dal ras Alula, tentarono di promuovere le rivendicazioni imperiali del figlio di Giovanni, il Ras Mangascià Giovanni e molti dei parenti del monarca negli opposti schieramenti di Indarta e Tembien si ribellarono apertamente al Mangascià. Il Tigrè venne sconvolto dalle ribellioni di parenti dell'Imperatore contro Mangascià e dalle lotte tra di essi. Menelik di Scioa approfittò dei disordini nel Tigrè e, dopo aver aperto la strada all'occupazione italiana di Hamasien, Serai e Akale Guzai, distretti rimasti fedeli a Giovanni IV, si proclamò Imperatore d'Etiopia con il nome di Menelik II.

### L'occupazione italiana dell'Eritrea
La morte di Giovanni IV ridusse l'influenza dei tigrini nel governo, consentendo la conquista da parte dell'Italia di ulteriori distretti, che condussero alla creazione della Colonia eritrea, anche se in seguito l'Imperatore Menelik II sconfisse l'Italia nella battaglia di Adua. La nobiltà tigrina poté conservare parte della sua influenza presso la corte imperiale di Menelik e successori, anche se non allo stesso livello dell'epoca di Giovanni IV. I discendenti di Giovanni governarono sul Tigrè come principi ereditari fino alla rivoluzione etiopica, e soltanto la caduta della monarchia nel 1974 pose fine al loro governo. Esistono due linee di discendenza da Giovanni IV: una attraverso il figlio più anziano, il ras Araya Selassie, per mezzo di suo figlio, il ras Gugsa Araya, e la seconda, attraverso il ras Mangascià Giovanni. Giovanni IV viene ancora ricordato in Etiopia come un gran patriota e martire del suo paese e della fede cristiana. Lo si ricorda anche in Eritrea, dove gli venne dedicato l'aeroporto Giovanni IV. I musulmani lo ricordano con astio, per l'intolleranza verso la loro fede, l'oppressione dei loro diritti, oltre alle modalità autoritarie con cui tentò di convertirli.